# II. János sagani herceg
II. János sagani herceg (lengyelül Jan II żagański), "az Őrült" (1435. április 16.– 1504. szeptember 22.), 1439 és 1449 között Sagan–Przewóz hercege és társuralkodója, 1449 és 1461 között Przewóz hercege és társuralkodója; 1461 és 1468 között, majd 1472-ben egy rövid ideig Sagan hercege volt

## Élete

Sagan hercegség cimere

Az ősi, lengyel származású Piast ház sarja. I. János sagani herceg és a Wettin-házbeli Szász–Wittenbergi Skolasztika negyedik, és egyben legkisebb gyermeke volt. Az apai nagyszülei VIII. Henrik (1357–1397) Sagan és Glogau hercege, valamint Oppelni Katalin (1367–1420) hercegnő voltak; Oppelni Katalin hercegnőnek a szülei Oppelni László (1327–1401) opuliai és wieluni herceg, 1367-1372 között Magyarország nádora, 1378–1380 között I. Lajos magyar királynak a lengyelországi kormányzója, és Basarab Erzsébet (1340–1369) voltak. Az anyai nagyszülei III. Rudolf Szász-Wittenbergi herceg és Szász választófejedelem (1378–1419) valamint Meisseni Anna (fl. 1395) voltak; Türingiai Annának a szülei Türingiai Boldizsár (1336–1406) Meissen őrgrófja 1349-től 1381-ig, Türingia őrgrófja 1349-től haláláig, valamint Nürnbergi Margit (1359-1391) voltak. II. János sagani hercegnek a sok igen előkelő felmenője között például szépapja Gediminas litván nagyfejedelem, valamint ősszülei II. Přemysl Ottokár cseh király (1232–1278) és Rurik Kunigunda cseh királyné; Rurik Kunigundának a szülei Rosztyiszlav Mihajlovics fejedelem és Árpád-házi Anna macsói hercegné voltak; Anna macsói hercegnének a szülei IV. Béla magyar király és Laszkarisz Mária nikaiai császári hercegnő voltak. Türingiai Boldizsár (1336–1406) őrgrófnak az anyai nagyapja a Wittelsbach-házbeli IV. Lajos német-római császár volt; Türingiai Boldizsárné Nürnbergi Margit (1359-1391) révén  egyenesági leszármazottja Árpád-házi Szent Erzsébetnek.
Apja 1439-ben bekövetkezett halála után II. János még kiskorú volt, és bátyjával, Vencellel, idősebb testvéreik Boldizsárral és Rudolf gondozása alá helyezték. Területük felosztása 1449-ben lépett életbe: II. János és Vencel társuralkodóként Przewózt kapta. Mivel azonban Vencel akkoriban elmebeteg volt, a hercegség teljes kormányát II. János szerezte meg. A kis przewózi hercegség nem elégítette ki II. János ambícióit, aki egyenlő felosztást követelt idősebb testvéreitől. A vita 1453-ban ért véget Szász Frigyes közvetítésével. Rudolf 1454-ben bekövetkezett halála után és a Poroszországban tartózkodó Boldizsár távollétében II. János a Sagan hercegség kormányzójának nyilvánította magát. Ezután arra kényszerítette a hercegségi államokat, hogy adót fizessenek neki, a parancsot végül visszavonták, amikor Boldizsár 1458-ban visszatért Sziléziába.
A viták 1461-ben robbantak ki újra, amikor II. János Podjebrád György, a cseh király segítségével megszállta Sagant, és leváltotta testvérét, aki szökni kényszerült. Ugyanebben az évben, Szász-Wittenberg Scholastika édesanyja halála után örökölte Nowogród Bobrzański városát. Hét évvel később, 1468-ban II. János elvesztette Sagant, amikor Boldizsárnak sikerült visszaszereznie a hercegséget unokatestvére, XI. Henrik Glogaui herceg segítségével.
II. János elhatározta Sagan hercegség visszafoglalását, és ezúttal I. Mátyás magyar király segítségével (aki 10.000 forintot kapott tőle a cseh korona elnyeréséhez szükséges csapatok toborzására) ismét sikeresen megszállta a hercegséget. 1472-ben Boldizsárt elfogták és bebörtönözték, kezdetben Witoszyn faluban, majd a przewózi kastély tornyában, ahol egyes források szerint II. János (1472. április 15.) parancsára éhen haltak. Alig néhány hónapos Sagan hercegség uralkodójaként azonban váratlanul eladta a hercegséget (beleértve Przewózt is) Szászország uralkodóinak, Ernestnek és Albertnek 50 000 magyar forintért (1472. december 12.). A Mátyás magyar király által megerősített megállapodás tisztességes nyugdíjat is garantált Vencelnek. Hercegségének eladása ellenére II. János igyekezett továbbra is aktív szerepet vállalni a politikai ügyekben. 1474-ben a Mátyás magyar király által toborzott csapatok élén sikeres gyűlést szervezett Nagy-Lengyelországban, ahonnan gazdag zsákmányt hozott.
1476-ban unokatestvére, XI. Glogaui Henrik meghalt, akit valószínűleg brandenburgi ügynökök megmérgeztek. Végrendeletében gyermek-özvegyére, Barbarára (III. Albert Akhilleusz brandenburgi választófejedelem lányára) hagyta vagyonát, családjának visszatértével. Következő férfi rokonaként II. János követelte unokatestvére örökösödését, és nem volt hajlandó elismerni a néhai herceg végrendeletét; és hamarosan szembe kellett néznie nemcsak III. Achilles Albert, hanem IV. Kázmér Jagelló lengyel király és Mátyás magyar király igényeivel is. A háború első szakaszában II Jánost Mátyás magyar király támogatta. Ellenfelei Brandenburgból, Csehországból és Lengyelországból kértek támogatást. Hamarosan megkötötték a házasságot Jagelló Vladiszlov cseh király (IV. Kázmér fia) és Brandenburgi Barbara között; ez az egyesülés azonban soha nem teljesült, és a kánonjog értelmében érvénytelen volt. II. János a cseh király befolyását használta Rómában, és megpróbálta rákényszeríteni Glogau lakóit, hogy tegyenek hűségesküt a javára, de ők ezt megtagadták. A pápai legátus ezután kikényszerítette Glogau kiközösítését, ami arra kényszerítette őket, hogy hódoljanak II. Jánosnak.
A II. János első sikere 1476. december 7-én volt, amikor Sagan államok meghódoltak előtte. Egy nappal később, december 8-án Mátyás magyar király semmisnek nyilvánította XI. Henrik végrendeletét, mert a néhai herceg elmebetegként írta azt. 1476–1477-re a cseh csapatok megszerezték Szprotawát és Kożuchówot. Albert III. Akhilleusz választófejedelem kezében csak Krosno Odrzańskie maradt. 1477 elején fegyverszünetet hirdettek a harcoló felek között, amely 1477 áprilisáig tartott. A háború 1477 tavaszán folytatódott, és évekig tartó háború kezdődött a cseh és a magyar csapatok között. A katasztrófa rontotta II. János és magyar szövetségeseinek helyzetét. Glogau lakói azonban hűségesek maradtak hűségét II. Jánosra. A felek diplomáciai úton próbálták megoldani a harcokat, de 1477 őszén a fegyverszünetet megtörte II. János, aki betört a brandenburgi birtokokra, sőt Berlint és Frankfurtot is ostrom alá vette. A háború 1478-ban több csatával folytatódott. Eközben a volt Sagan herceg megerősítette pozícióját Glogauban. 1479 közepén fegyverszünetet kötöttek a harcoló felek, melynek értelmében III. Albert Akhilleusz választófejedelem 50.000 forintért lemondott a Glogau hercegségre vonatkozó követeléseiről. A tárgyalások II. János és Brandenburg választófejedelme között 1482 szeptemberéig tartottak. II. János megtartotta Glogaut, de az északi részt Brandenburg (Krosno Odrzańskie, Sulechów , Świebodzin és Lubsko környékén) foglalta el. A Hunyadi Mátyással kötött megállapodás szerint II. János életében csak Glogau ura volt. Halála után a hercegséget a magyar király és leszármazottai örökölték.
1480-ban II. János megkísérelte Glogau egyesítését (a hercegséget két részre osztották, az egyik az övé volt, a másik pedig, amely korábban a cieszyni ághoz tartozott, ekkor a Cseh Királyság hatalma volt). Héthetes ostrom után, 1480. május 1-jén a várost meghódították, és a Glogau Hercegség végül csaknem 150 évnyi szétválás után egyesült. Mindezen sikerek ellenére II. János ambíciója egyre nagyobb lett, ezért háború tört ki közte és Hunyadi Mátyás között. I. Henrik Glogau hercege szövetségese lett. I. Henrik három fia és II. János három lánya házasságot köt. Egy évvel később, 1488. január 6-án hivatalosan eljegyezték II. János másik két lányát, Hedviget és Annát, valamint I. Henrik másik két fiát, I. Györgyöt és I. Károlyt. Az ünnepségen II. János kinyilvánította azon szándékát, hogy halála után három vejére hagyja Glogau hercegségét. Ez a kijelentés váltotta ki Hunyadi Mátyás reakcióját és a háború kezdetét. II. János mindenáron rá akarta kényszeríteni alattvalóit, hogy esküdjenek hűséget leendő uralkodóiknak. Sajnos erős ellenállást tanúsítottak, még azután is, hogy a herceg a városi tanács hét tagját halálra ítélte. 1488 májusában megkezdődött Glogau ostroma, amely az év novemberében II. János kapitulációjával tetőzött. A leváltott herceg lemondott Glogau feletti 20 000 guldenre vonatkozó követeléseiről.
A következő években sikertelenül próbált megtalálni a sziléziai hercegség egy darabját, ahol viharos élete hátralévő részét eltölthetné. Még Ścinawára vagy Glogauba való visszatérésére is hivatkozott, de pozitív eredmények nélkül. 1497-ben I. Henrik hűbérbirtokba adta neki Wołów városát még életében. II. János 1504. szeptember 22-én halt meg Wołówban, és ezzel véget ért a Sagan - Glogau ág férfiága. A helyi plébániatemplomban temették el.

## Házassága és leszármazottjai

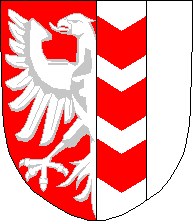
Troppau hercegség címere

1462-ben II. János herceg feleségül vette Katalin von Troppau (1443–1505. április 14.) hercegnőt, akinek a szülei Vilmos von Troppau (1410–1452) opavai herceg, és Czastolowitz Szalomé voltak. A menyasszonynak az apai nagyszülei I. Przemysł von Troppau, Opava hercege (1365–1433), valamint a Sziléziai Piast házból való herceg Münsterbergi Katalin (1390–1422) voltak; Münsterbergi Katalinnak a szülei herceg Bolko III von Münsterberg (1348–1410) és Eufémia von Bytom voltak. Az anyai nagyszülei III. Czastolowitz Půta, nagybirtokos, hadvezér és Kolditz Anna voltak. II. János sagani herceg és herceg Katalin von Troppau frigyéből öt leánygyermekük született:
- Sagan Margit (fl. 1484–1502). Férje:  alsólendvai Bánffy Miklós (fl. 1453 †1501), II. Ulászló magyar király ajtónállómestere, udvarmestere, I. Mátyás magyar király egykori híve, főpohárnok mestere, Pozsony vármegye főispánja, nagybirtokos.
- Sagan Szalomé (1475. január 11. – 1514. szeptember 30.). 1.f.: Podjebrád Albert herceg. 2.f.: IV. János Kurzbach, báró von Trachenberg - Militsch.
- Sagan Hedvig (1476. október – 1524. február 15.). 1.f.: I. Münsterbergi György (1470–1502). 2.f.: Wartenberg Zsigmond báró
- Sagan Anna (1480 – 1541. október 28.). Férje: I. Münsterbergi Károly herceg.
- Sagan Barbara (1481 – 1539. április 6.), a strzelini klarisszák apátnője (1495).